# Te Couwelaar

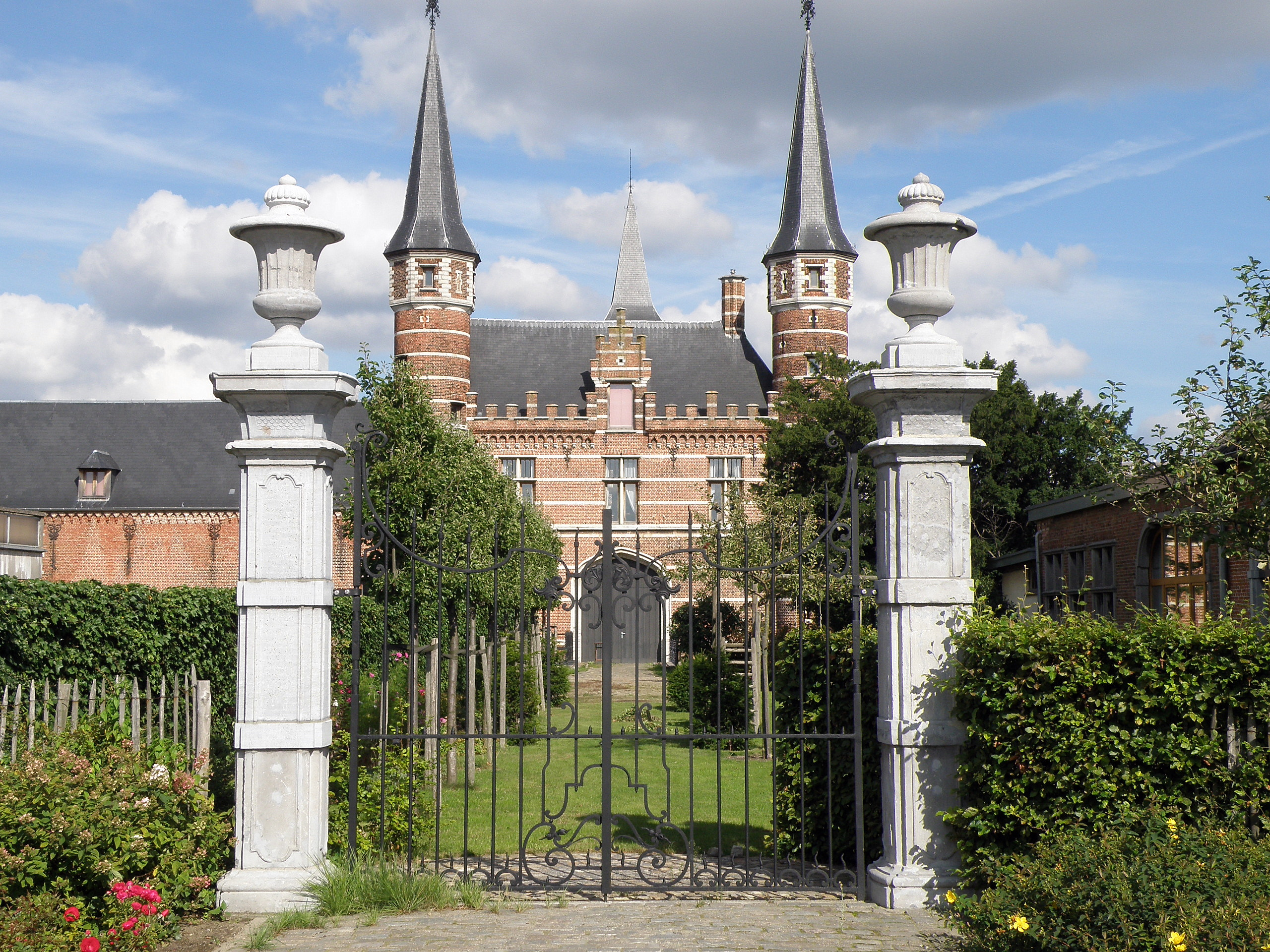
De Drie Torekens

Kasteel Te Couwelaar, ook bekend als De Drie Torekens, is een kasteel in de Antwerpse district Deurne. Het gebouw staat op een L-vormige plattegrond en bestaat uit een hoofdgebouw met vleugels, en enkele bijgebouwen waaronder een koetshuis. Het hoofdgebouw wordt gekenmerkt door een tweetal ronde hoektorens aan de voorzijde en een ingebouwde, vierkante toren aan de achterzijde. Het kasteel onderging over de eeuwen heen een aantal ingrijpende veranderingen en restauraties en wordt gekenmerkt door onder meer neorenaissance- en rococo-elementen. Te Couwelaar is erkend als historisch monument.

## Geschiedenis
De eerste vermeldingen van een goed 'Te Couwelaar' gaan terug tot het begin van de 15e eeuw: in 1402 werd opgetekend dat het in bezit was van Pieter van Immerseel. Het bezit ging later over naar Pieter de Francques, een koopman uit Antwerpen, en vervolgens naar diens zoon Raphaël. In 1584 werd Te Couwelaar verkocht op de Vrijdagmarkt. In 1606 is het in ieder geval in bezit van ene Gillis Du Mont, een lakenkoopman die kort daarvoor ook het nabijgelegen kasteel Bisschoppenhof had verworven. De Du Monts lieten het kasteel aanzienlijk verbeteren, door zes torens bij te bouwen en tuinen en visvijvers aan te leggen. 
Te Couwelaar wisselde in die periode meermaals van eigenaar. Pedro de Man, een voormalig schepen van Antwerpen, liet het goed in 1766 opnieuw grondig restaureren, in classicistische stijl. Een viertal aangetaste torens werd gesloopt en er kwam onder meer een nieuwe hofgracht. In 1848 werd er een lusthof bijgebouwd in de stijl van de Italiaanse neorenaissance, in opdracht van Alphonse Joseph della Faille de Leverghem (1809-1879) en zijn vrouw Clementine Amélie Marie van Havre (1812-1877), naar ontwerp van Ferdinand Berckmans. Het echtpaar had het kasteel twee jaar eerder aangekocht. Zij lieten gelijktijdig ook het kasteel zelf restaureren door Joseph Schadde, in de stijl van de Vlaamse renaissance. 
Aan het begin van de twintigste eeuw werden in opdracht van immobiliënmaatschappij "Crédit Foncier d'Anvers", die het kasteel in 1913 verwierf, de grachten gedempt. In 1927 kwam Te Couwelaar ten slotte in handen van de gemeente, die het pand tot 1970 liet gebruiken voor administratieve diensten, als werkplaats en opslagplaats. Tussen 1986 en 1988 werden herstelwerkzaamheden uitgevoerd aan onder meer de torens en daken.

## Bron
- Vlaamse Inventaris Onroerend Erfgoed